# Sagay (Negros Occidental)
Sagay is een stad in de Filipijnse provincie Negros Occidental. Bij de laatste census in 2007 had de stad bijna 141 duizend inwoners.

## Geografie

### Bestuurlijke indeling
Sagay is onderverdeeld in de volgende 25 barangays:
| - Andres Bonifacio - Bato - Baviera - Bulanon - Campo Himoga-an - Campo Santiago - Colonia Divina - Fabrica - General Luna - Himoga-an Baybay - Lopez Jaena - Malubon - Makiling | - Molocaboc - Old Sagay - Paraiso - Plaridel - Poblacion I - Poblacion II - Puey - Rafaela Barrera - Rizal - Taba-ao - Tadlong - Vito |

## Demografie
Sagay had bij de census van 2007 een inwoneraantal van 140.511 mensen. Dit zijn 10.746 mensen (8,3%) meer dan bij de vorige census van 2000. De gemiddelde jaarlijkse groei komt daarmee uit op 1,10%, hetgeen lager is dan het landelijk jaarlijks gemiddelde over deze periode (2,04%). Vergeleken met de census van 1995 is het aantal mensen met 12.137 (9,5%) toegenomen.

## Geboren in Sagay
- Frank Chavez (6 februari 1947), advocaat (overleden 2013).

Bacolod · Bago · Binalbagan · Cadiz · Calatrava · Candoni · Cauayan · Enrique B. Magalona · Escalante · Himamaylan · Hinigaran · Hinoba-an · Ilog · Isabela · Kabankalan · La Carlota · La Castellana · Manapla · Moises Padilla · Murcia · Pontevedra · Pulupandan · Sagay · Salvador Benedicto · San Carlos · San Enrique · Silay · Sipalay · Talisay · Toboso · Valladolid · Victorias